# 郭嵩燾

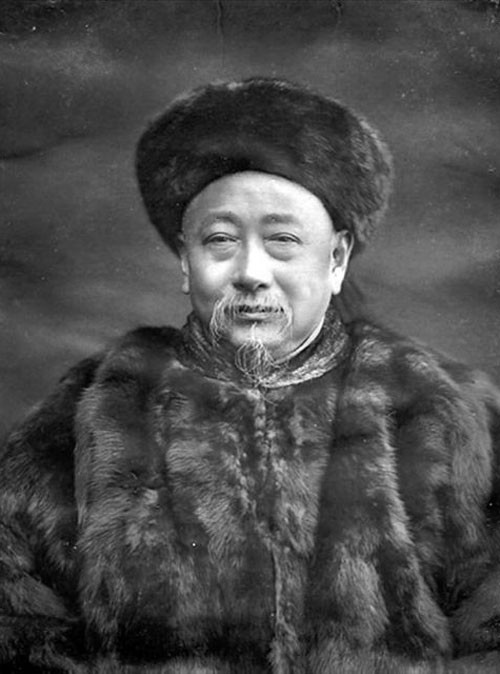
郭嵩燾

郭 嵩燾（かく すうとう、Guō Sōngtāo、1818年 - 1891年）は、清末の政治家・外交官。字は筠仙。湖南省湘陰県出身。
1847年、進士となる。太平天国の乱が発生すると湘軍に参加し曽国藩のもとで軍務についた。1862年には李鴻章の淮軍に入り、両淮塩運使となった。1863年、広東巡撫代理となるが、両広総督と対立し、1866年に解任された。1875年、福建按察使となり、『条陳海防事宜』で洋務運動の推進を主張した。1877年に駐英公使・駐仏公使に起用された。ヨーロッパの政治・経済・社会・教育を記録して『使西紀程』としてまとめ、清朝でも改革を実行するように提言した。そのため保守派からうとまれて、任期途中で解任された。晩年は故郷の湖南省に禁煙会を作り、アヘン禁止を推進した。病死した後、諡号を立てるかどうか議論されたが結局立てられずに終わった。その他の著書に『養知書屋文集』がある。